# 服部晶夫
服部 晶夫（はっとり あきお、1929年6月18日 - 2013年8月25日）は、日本の数学者。代数的位相幾何学の研究で知られ、服部-Stongの定理で知られる。東京大学教授、明治大学教授を歴任。
2013年8月25日、顎下腺癌のため死去。

## 書籍
- 1989年「多様体」
- 1991年「位相幾何学」
- 2003年「多様体のトポロジー」